# David Crausby
Sir David Anthony Crausby, född 17 juni 1946 i Bury i Lancashire, är en brittisk politiker (Labour). Han var ledamot av underhuset för Bolton North East mellan 1997 och 2019.